# Fernmeldeturm Bitburg
Der Fernmeldeturm Bitburg ist ein 70 Meter hoher, für die Öffentlichkeit nicht zugänglicher Fernmeldeturm. Er befindet sich im südlichen Teil des Stadtgebiets von Bitburg unweit des ehemaligen Bahnhofs Bitburg-Stadt. Baulich handelt es sich um einen Typenturm.
Neben dem nichtöffentlichen Richtfunk wird der Sender auch zur Ausstrahlung von UKW-Signalen für die Stadt Bitburg verwendet.

## Frequenzen und Programme
| Frequenz (MHz) | Programm               | RDS PS   | RDS PI | Regionalisierung | ERP (kW) | Antennendiagramm rund (ND)/gerichtet (D) | Polarisation horizontal (H)/vertikal (V) |
| -------------- | ---------------------- | -------- | ------ | ---------------- | -------- | ---------------------------------------- | ---------------------------------------- |
| 95,3           | Deutschlandfunk Kultur | Dlf_Kult | D220   | –                | 0,1      | ND                                       | H                                        |
| 107,9          | Rockland Radio         | Rockland | D3AA   | –                | 0,1      | D (220–140°)                             | H                                        |